# Cornelis Helling
Cornelis Helling (Amsterdam, 9 septembre 1901-Emmeloord, 10 mars 1995) est un vernien et collectionneur hollandais.

## Biographie
Fils d'un employé des postes, il devient commis au bureau d'un notaire d'Amsterdam, poste qu'il occupera toute sa vie.
Passionné de Jules Verne, il fonde la Société Jules-Verne à Paris le 31 juillet 1935, avec Jean Guermonprez dont il sera vice-président pendant trente ans avant d'entrer dans son comité d'honneur. En octobre 1952, il fonde aussi la Dutch Sherlock Holmes Society.
Il est un des premiers traducteurs des œuvres de Jules Verne en hollandais.
Chevalier de l'Ordre des Palmes Académiques et Citoyen d'honneur de la ville de Nantes, ses collections sont vendues lors de son décès aux enchères par Van Gendt Book Auctions Amsterdam.

## Travaux
- Voir ses écrits sur l'article vernien.
- De verloren wereld: zijnde een verslag van de wonderlijke avonturen van Professor George E. Challenger, Lord John Roxton, Professor Summerlee en Mr. E.D. Malone van de Daily Gazette , 1974
- Some Reminiscences of an Old Sherlockian, 1976